# Homer Simpson
(Espressione tipica di Homer Simpson)
Homer Jay Simpson è il protagonista della sitcom animata statunitense I Simpson, creato e disegnato da Matt Groening. È doppiato nella versione originale da Dan Castellaneta e in italiano da Tonino Accolla dalla prima alla ventitreesima stagione; dopo la sua morte avvenuta nel 2013 il personaggio è doppiato dalla ventiquattresima stagione da Massimo Lopez.
Apparve per la prima volta, insieme al resto della sua famiglia, in The Tracey Ullman Show. A Groening fu richiesto di creare una serie di corti animati basati sul fumetto Life in Hell, ma egli decise successivamente di creare un nuovo tipo di personaggi. Dopo che il programma venne mandato in onda per tre anni durante il The Tracey Ullman Show, la serie fece il suo debutto con le puntate di mezz'ora sulla rete televisiva Fox, il 17 dicembre 1989.
Homer è il capofamiglia dei Simpson e con sua moglie, Marge, ha tre figli: Bart, Lisa e Maggie. Lavora alla centrale nucleare di Springfield e personifica molti stereotipi della classe lavoratrice americana: è rozzo, sovrappeso, maldestro, pigro e ignorante; eppure è molto attaccato alla propria famiglia, e nonostante la sua vita di routine come operaio, ha avuto molte (anzi, moltissime) esperienze di rilievo.
Il nome del personaggio deriva da quello del padre di Groening, che si chiamava proprio Homer. 
Il personaggio è apparso in altri ambiti legati ai Simpson, come l'omonimo film, videogiochi, pubblicità, fumetti e ha ispirato un'intera linea di merchandising. La sua espressione tipica, "D'oh!", è stata inclusa sin dal 2001 nell'Oxford English Dictionary.
Homer è uno dei personaggi immaginari più influenti nell'ambito televisivo ed è stato descritto dal giornale inglese The Sunday Times come "la più grande creazione dei fumetti dei tempi moderni". È stato eletto secondo miglior personaggio animato dalla rivista TV Guide e, dai telespettatori di Channel 4, il più importante personaggio televisivo di sempre. Castellaneta ha ricevuto tre Emmy e un Annie per il suo doppiaggio.

## Ruolo neI Simpson
Homer Simpson è il marito inetto di Marge e padre di Bart, Lisa e Maggie. Nacque a Springfield da Mona Olsen, scappata di casa a metà degli anni sessanta a causa di alcuni problemi con la legge (legati alle sue manifestazioni da hippie) e da Abraham Simpson, veterano della Seconda Guerra Mondiale. Homer frequentò la Springfield High School e nell'ultimo anno di scuola si innamorò di Marge Bouvier. Marge in seguito scoprì di essere incinta di Bart e i due si sposarono in una piccola chiesa vicino al confine dello stato; successivamente Homer venne assunto nella centrale nucleare di Springfield. Bart nacque poco dopo e due anni dopo (quando stava per nascere Lisa) la famiglia si trasferì nella loro casa al 742 di Evergreen Terrace.
Nel corso delle varie stagioni, gli eventi sembrano non seguire alcuna continuity: fatta eccezione per alcuni casi eccezionali (come la morte di determinati personaggi), le storie accadono in un periodo di tempo che appare ciclico, arrivando a contraddire e riscrivere le informazioni mostrate nelle stagioni precedenti. Anche il passato di Homer Simpson e la sua vita rientrano in questa regola del cartone animato, per esempio la sua età è variata nel corso della serie: nei primi episodi ha 36 anni, poi ne dichiara 37 e 38 nell'ottava stagione, nell'undicesima stagione ne ha 39 (episodio Ammazza l'alligatore e scappa), mentre ne ha 40 durante la diciottesima, anche se perfino in quelle stagioni la sua età è incoerente.
Durante la serie Homer ha ottenuto molti lavori diversi, più di 188 nei primi 400 episodi. Nell'episodio Il nuovo distintivo di papà della tredicesima stagione Homer annovera tutti i lavori svolti fino a suddetto episodio. Nella maggior parte di questi, egli lavora come ispettore alla sicurezza nella centrale nucleare di Springfield, ruolo che ha ottenuto fin dal terzo episodio della serie, ovvero L'odissea di Homer. Homer si addormenta spesso durante il lavoro, trascurando così i suoi doveri; ciò nonostante è spesso ignorato o completamente dimenticato dal padrone della centrale, Montgomery Burns (che molte volte non ricorda il suo nome). Per via della facilità con cui Homer crea situazioni di confusione e pericolo, Matt Groening decise di far lavorare il capo famiglia nella centrale nucleare. Gli altri lavori che ha ottenuto non sono durati generalmente più di un episodio. Nella prima parte della serie viene data una spiegazione su come Homer venga licenziato e come sia successivamente riassunto; in seguito invece lui sceglie un nuovo lavoro con un gesto impulsivo, senza alcun riferimento al lavoro alla centrale nucleare.

## Personaggio

### Aspetto fisico
Homer è in sovrappeso e soffre di alopecia quasi totale avendo solo 2 ciuffi di capelli sopra la testa e alcuni dietro disegnati a zig-zag e ha la barba. Indossa una polo bianca, dei pantaloni blu e delle scarpe grigie.

### Creazione

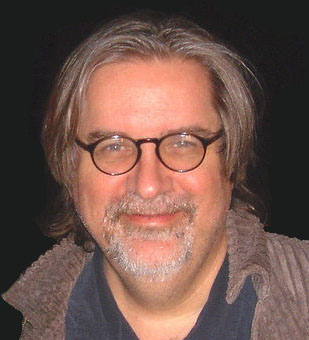
Matt Groening, creatore de I Simpson

Matt Groening concepì il personaggio di Homer e il resto della famiglia Simpson nel 1986 nell'atrio dell'ufficio del produttore James L. Brooks. Groening era stato chiamato per creare una serie di corti animati per il The Tracey Ullman Show e aveva intenzione di presentare un adattamento del suo fumetto Life in Hell. Quando si rese conto che l'animazione di quest'opera avrebbe richiesto l'annullamento dei diritti di pubblicazione, egli decise di fare un'altra scelta e creò una versione di una famiglia atipica, dando ai vari componenti i nomi della propria famiglia: ad esempio Homer è stato chiamato così dal nome del padre di Groening. A parte il nome, poche altre caratteristiche del personaggio sono state basate sul padre e, per dimostrare che la scelta di tale nome non era così significativa, Groening decise di chiamare il proprio figlio Homer.
Anche se Groening ha dichiarato in molte interviste che Homer ha lo stesso nome di suo padre, in altre interviste del 1990 egli affermò di essersi ispirato anche al personaggio di Homer Simpson del romanzo Il giorno della locusta di Nathanael West per dare il nome al capofamiglia. L'iniziale J del secondo nome di Homer, che sta per Jay, è una sorta di tributo ad altri personaggi animati come Bullwinkle J. Moose e Rocket J. Squirrel di The Rocky and Bullwinkle Show, che ottennero il loro secondo nome dal creatore della serie, ovvero Jay Ward.
Nell'episodio Homer figlio dei fiori della decima stagione, viene rivelato il significato della J del suo secondo nome.
Homer fece il suo debutto con il resto della famiglia il 19 aprile 1987 nel primo corto Good night trasmesso durante il The Tracey Ullman Show. Nel 1989 i corti furono sostituiti da episodi di mezz'ora in onda sul canale Fox dove Homer e la sua famiglia rimasero i protagonisti.

### Evoluzione grafica

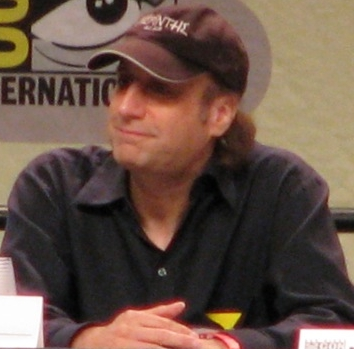
David Mirkin ha diretto il segmento dell'episodio La paura fa novanta VI in cui Homer diventa tridimensionale e compare nel mondo reale

L'intera famiglia Simpson è stata disegnata in modo da avere una sagoma e una forma riconoscibile. All'inizio la famiglia fu disegnata sommariamente, poiché Groening, sottoponendo degli schizzi agli animatori, pensò che questi ultimi avrebbero ripulito e migliorato i disegni di base, invece essi ricalcarono solamente gli schizzi. Le caratteristiche fisiche di Homer generalmente non sono utilizzate per gli altri personaggi della serie: per esempio, nelle ultime stagioni, solamente lui e Lenny hanno lo stesso lineamento della barba. Quando Groening disegnò inizialmente Homer, egli mise le sue iniziali all'interno delle orecchie e nei capelli del personaggio: i capelli assomigliano ad una M, mentre l'orecchio ricorda una G. Successivamente l'autore decise di togliere questo particolare dall'orecchio, poiché riteneva che potesse distrarre troppo il pubblico; tuttavia continua a disegnare l'orecchio come una G quando disegna immagini di Homer per i fan.
La forma base della testa di Homer è descritta dal direttore Mark Kirkland come una tazza cilindrica con una scodella da insalata in cima. Anche la testa di Bart ha la forma di una tazza cilindrica, mentre per le teste di Marge, Lisa e Maggie sono usate delle sfere. In alcuni dei primi episodi, i capelli di Homer erano più arrotondati invece che appuntiti, questo perché il direttore d'animazione Wes Archer pensò che così sarebbero sembrati più arruffati; in seguito i capelli di Homer furono modificati in modo da apparire decisamente più appuntiti. Durante le prime tre stagioni, il volto di Homer presentava nei primi piani alcune piccole linee che dovevano sembrare delle sopracciglia, ma Matt Groening non apprezzò questo dettaglio che fu successivamente eliminato.
Nell'episodio della settima stagione La paura fa novanta VI, Homer fu trasformato in un personaggio tridimensionale per la prima volta grazie alla grafica computerizzata nel segmento Homer³. I direttori dell'animazione al computer lavorarono molto per non "reinventare il personaggio". Nell'ultimo minuto del segmento, l'Homer tridimensionale, per la prima volta nella storia della serie, si ritrova nel mondo reale. La scena fu girata a Los Angeles e fu diretta da David Mirkin. L'episodio della sesta stagione Il matrimonio di Lisa presenta una prolessi con un avanzamento temporale di 15 anni nel futuro. L'aspetto fisico di Homer è stato modificato per farlo sembrare più anziano: è stato disegnato in modo da sembrare più pesante, uno dei suoi capelli presenti sulla sommità del capo è stato rimosso ed è stata aggiunta una linea in più sotto i suoi occhi. Quest'aspetto fisico è stato in seguito mantenuto negli episodi in cui sono presenti delle prolessi.

### Voce

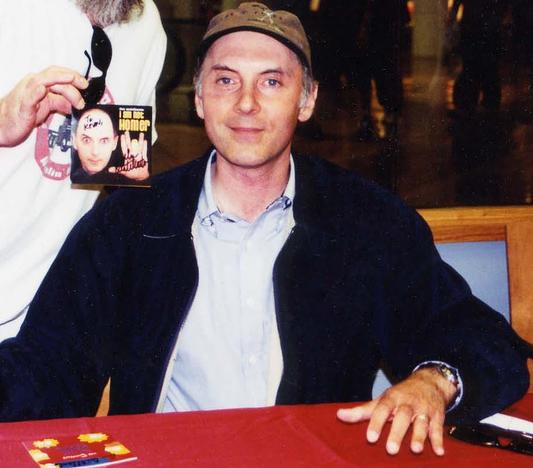
"Stavo cercando di trovare qualcosa che mi mettesse più a mio agio, perciò decisi di calare il tono della voce. [...] C'era chi mi diceva: 'Sono contento che avete sostituito il tipo che c'era nella prima stagione,' e io rispondevo: 'Quel tipo ero io!'"
—Dan Castellaneta

Il personaggio di Homer viene doppiato in inglese da Dan Castellaneta, che presta la voce a molti altri personaggi, tra cui Abraham Simpson, Krusty il Clown, Barney Gumble, il giardiniere Willie, il sindaco Quimby e Hans Uomo Talpa. Castellaneta faceva parte del cast del The Tracey Ullman Show e precedentemente fece alcuni lavori di doppiaggio a Chicago con sua moglie Deb Lacusta. Siccome erano necessarie delle voci per doppiare gli episodi dei corti de I Simpson, i produttori decisero di chiedere a Castellaneta e alla compagna nel cast Julie Kavner di dare le loro voci a Homer e Marge piuttosto che ingaggiare nuovi attori. La voce di Homer risulta diversa nei corti e nei primi episodi di mezz'ora rispetto al resto della serie. All'inizio la voce era una vaga imitazione di quella di Walter Matthau, ma Castellaneta disse di "non poter esprimere abbastanza potenza dietro a quella voce" e di non poter sostenere l'imitazione di Matthau per le nove o dieci ore necessarie alla registrazione, perciò decise di cercare qualcosa di più semplice: calò il tono della voce e lo sviluppò in modo da renderlo più versatile e umoristico durante la seconda e la terza stagione della serie, in modo da poter coprire una più ampia gamma di emozioni.
La voce normale di Castellaneta non ha alcuna somiglianza con quella di Homer, infatti, quando lo deve interpretare, egli abbassa il suo mento sul petto e dice di "lasciar andare il suo quoziente intellettivo". Mentre è in questo stato ha improvvisato molti commenti poco intelligenti di Homer, come ad esempio la frase "I am so smart, s-m-r-t" (nella versione italiana "sono un genio, g-e-g-n-o") presente nell'episodio della quinta stagione Homer va all'università che è un errore autentico fatto da Castellaneta durante la registrazione. A Castellaneta piace rimanere nel personaggio durante le sessioni di registrazione e prova a visualizzare una scena nella sua mente in modo da poter dare la voce adatta. Malgrado la fama di Homer, Castellaneta sostiene che raramente viene riconosciuto in pubblico, "tranne, forse, che da un fan molto accanito".
L'episodio Il quartetto vocale di Homer è l'unico in cui la voce di Homer è interpretata da un altro attore oltre a Castellaneta: nell'episodio Homer racconta di quando faceva parte di un quartetto vocale noto come I Re Acuti e nelle parti dove venivano eseguite le canzoni la sua voce era doppiata da un membro dei The Dapper Dans, poiché ogni membro del gruppo prestava la voce ad uno dei componenti de I Re Acuti. I loro canti erano inframmezzati alle voci dei doppiatori di ruolo, spesso con un doppiatore che cantava la melodia e i Dapper Dans che fornivano il supporto.
Fino al 1998 Castellaneta riceveva un compenso di 30.000 dollari ad episodio. Durante una vertenza sul compenso avvenuta nel 1998, la Fox minacciò di sostituire i sei doppiatori principali con nuovi attori, tanto che furono preparati i provini per la ricerca delle nuove voci. Alla fine la contesa si risolse e Castellaneta ricevette 125.000 dollari ad episodio fino al 2004, quando l'attore chiese di aumentare la sua retribuzione fino a 360.000 dollari a puntata. L'accordo fu raggiunto un mese dopo e Castellaneta arrivò a guadagnare 250.000 dollari per episodio.
Dopo una nuova rinegoziazione del contratto, avvenuta nel 2008, il doppiatore ottenne all'incirca 400.000 dollari per episodio, ma tre anni più tardi, con la minaccia della Fox di cancellare la serie a meno che i costi di produzione non fossero diminuiti, Castellaneta e gli altri doppiatori accettarono una riduzione del 30% del loro compenso, ricevendo pertanto 300.000 dollari per episodio.
Nella versione italiana, Homer è stato doppiato da Tonino Accolla (incluse le apparizioni al di fuori della serie), l'unica occasione in cui Accolla non presta la voce a Homer è nel sopraccitato episodio Il quartetto vocale di Homer in cui tutte le parti cantate sono state eseguite da Anton Giulio Castagna. Dopo la scomparsa di Accolla, avvenuta il 14 luglio 2013, Mediaset e Fox hanno annunciato il 21 novembre 2013 di aver assegnato a Massimo Lopez il ruolo di doppiatore ufficiale di Homer..

### Sviluppo del personaggio

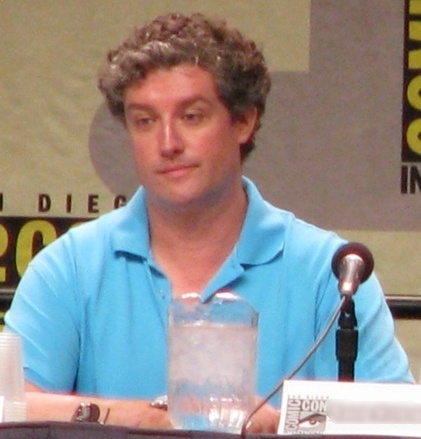
Il produttore esecutivo Al Jean

Il produttore esecutivo Al Jean evidenzia che nella fase di scrittura di un episodio de I Simpson "tutti amano scrivere di Homer" e molte delle sue avventure sono basate su esperienze reali degli sceneggiatori. Il comportamento del personaggio è cambiato molte volte durante la messa in onda della serie: all'inizio era spesso infuriato e asfissiante nei confronti di Bart, ma queste caratteristiche sono state ridimensionate quando il suo carattere è stato approfondito. Nelle prime stagioni il personaggio appariva preoccupato per il fatto che la sua famiglia lo vedesse in maniera negativa, invece negli episodi più recenti sembra meno turbato per come viene giudicato dagli altri. Nei primi anni Homer era spesso descritto come dolce e sincero, mentre durante l'incarico di Mike Scully come produttore esecutivo (dalla nona alla dodicesima stagione) il personaggio diventò uno "zoticone rozzo e auto-esaltato". Chris Suellentrop di Slate scrisse: "Durante l'incarico di Scully, I Simpson sono diventati un cartone. [...] Episodi che una volta sarebbero finiti con Homer e Marge che vanno in bicicletta al tramonto [...] adesso finiscono con Homer che lancia un tranquillante nel collo di Marge". Durante le sessioni di registrazione, Dan Castellaneta ha rifiutato di doppiare alcune parti del copione in cui Homer era descritto come troppo meschino. Egli ritiene che Homer sia "rozzo e sconsiderato, ma non farebbe mai il meschino apposta". Durante il doppiaggio de I Simpson - Il film molte scene sono state cambiate o abbassate di tono per rendere il personaggio meno antipatico.
Gli sceneggiatori hanno dato l'impressione di far diminuire l'intelligenza di Homer nel corso delle stagioni: hanno spiegato che questo non è stato fatto intenzionalmente, ma che è stato necessario per migliorare le scene precedenti. Per esempio, nell'episodio della decima stagione Dalle stelle alle stalle, gli sceneggiatori inserirono una scena nella quale Homer ammise di non saper leggere. Essi discussero se inserire o meno questa affermazione, poiché avrebbe contraddetto le scene precedenti in cui il personaggio leggeva, ma alla fine decisero di inserirla poiché la trovarono divertente. Gli sceneggiatori hanno discusso fino a che punto si può spingere la rappresentazione della stupidità di Homer e una regola suggerita è che "non può mai dimenticare il suo nome".

### Personalità

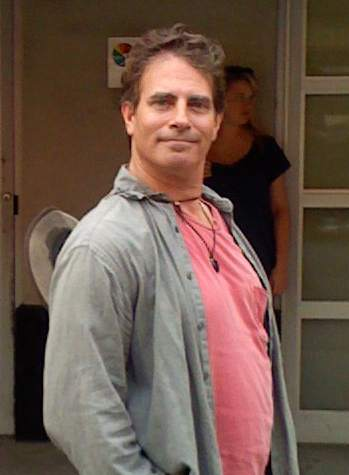
David Silverman descrisse Homer come "incredibilmente intelligente nella sua stupidità"

La personalità di Homer e la sua efficacia comica risiedono nei suoi frequenti attacchi di stupidità, nella pigrizia e nella rabbia esplosiva. Ha un basso livello di intelligenza, descritto dal regista David Silverman come "creativamente intelligente nella sua stupidità". Homer mostra inoltre una profonda apatia nei confronti del lavoro, è in sovrappeso ed è "devoto al suo stomaco". Matt Groening lo descrive come "dominato completamente dai suoi impulsi", mentre Dan Castellaneta lo ha definito come "un cane intrappolato nel corpo di un uomo" aggiungendo che "è incredibilmente leale, non del tutto onesto, ma dovete volergli bene." Il suo limitato raggio di attenzione è evidenziato dalle decisioni impulsive con cui si impegna in hobby e imprese varie, salvo poi "cambiare idea quando le cose non vanno bene". Homer passa spesso le serate bevendo birra Duff nella taverna di Boe e, come mostrato nell'episodio della quarta stagione Niente birra per Homer, è un alcolizzato. Homer è molto invidioso dei suoi vicini, la famiglia Flanders, e si infuria facilmente nei confronti di suo figlio Bart: capita spesso che Homer lo strangoli impulsivamente nella maniera dei cartoni e la prima volta che questo accade è nel corto Family Portrait. Matt Groening ha stabilito che Homer può strangolare Bart solo impulsivamente, senza premeditazione e deve essere un'azione molto veloce. Tra l'altro, originariamente Groening aveva pensato di "far succedere sempre qualcosa che gliela facesse pagare o di farlo strangolare a sua volta da Bart", ma quest'idea è stata scartata. Homer non ha pudori nell'esprimere la propria rabbia e non cerca di nascondere le sue azioni a persone esterne alla famiglia. Sebbene egli abbia sconvolto parecchie persone e abbia causato ogni genere di scompiglio alla città di Springfield, questi avvenimenti sono generalmente frutto di una mancanza di lungimiranza o della collera piuttosto che della malizia. Fatta eccezione per l'espressione del suo fastidio nei confronti di Ned Flanders, le azioni distruttive di Homer sono generalmente fatte senza volontarietà.
Homer ha un rapporto complesso con tutti e tre i figli: rimprovera spesso Bart (addirittura strangolandolo), anche se i due condividono spesso delle avventure e talvolta sono alleati; Homer e Lisa hanno personalità opposte e spesso il padre si lascia sfuggire le potenzialità della figlia, ma egli quando si rende conto delle sue negligenze fa di tutto per aiutarla; spesso si dimentica che Maggie esista, sebbene abbia provato a legarsi con lei, infatti la prima parola pronunciata dalla figlia è stata "papà". Sebbene i suoi gesti sconsiderati imbarazzino spesso la sua famiglia, Homer ha cercato anche di essere un padre e un marito premuroso: nell'episodio Lisa la reginetta di bellezza (quarta stagione) ha venduto il suo prezioso giro sul dirigibile Duff e ha usato il denaro per far partecipare Lisa ad un concorso di bellezza, in modo da farla sentire meglio con se stessa; nell'episodio L'orsetto del cuore (quinta stagione) ha rinunciato alla possibilità di diventare ricco per permettere a Maggie di mantenere il prezioso orsetto di peluche; nell'episodio Radio Bart (terza stagione) ha guidato un tentativo per recuperare Bart dopo che il ragazzo era caduto in un pozzo e nell'episodio Due cuori due capanne (ottava stagione) organizzò un secondo matrimonio a sorpresa con Marge per compensare la loro prima insoddisfacente cerimonia. Invece Homer non ha un gran rapporto con il padre Abraham Simpson, che è stato messo in una casa di riposo dal figlio non appena ha potuto. Tutti i componenti della famiglia fanno del loro meglio per evitare qualsiasi tipo di contatto con il nonno, ma Homer ha mostrato saltuariamente sentimenti di affetto verso il padre.
Homer è "uno schiavo felice dei suoi vari appetiti" e venderebbe l'anima al diavolo in cambio di una singola ciambella. Nonostante abbia una mente vuota, è in grado di mantenere un gran numero di conoscenze su argomenti molto specifici. I brevi periodi di intelligenza sono comunque offuscati da periodi più lunghi e costanti di ignoranza, smemoratezza e stupidità. Homer ha un quoziente d'intelligenza basso, intorno a 55, che è stato attribuito a vari fatti, tra i quali: la presenza del gene Simpson (presente solo nei Simpson maschi), la dipendenza dagli alcolici, l'esposizione alle scorie radioattive, ripetuti traumi cranici e un pastello di cera conficcato nel lobo frontale del cervello. Nell'episodio della dodicesima stagione HOMR, Homer si sottopose a un intervento chirurgico per rimuovere il pastello di cera dal cervello, aumentando così il suo QI fino a 105, ma sebbene si trovasse in sintonia con Lisa, le nuove capacità di apprendimento lo resero infelice e perciò chiese a Boe Szyslak di reinserire il pastello in modo che la sua intelligenza tornasse al livello che aveva in precedenza. Homer discute spesso con la sua mente, che viene resa come voce fuori campo. Il suo cervello gli fornisce spesso consigli che a volte gli permettono di prendere la decisione giusta, ma in più occasioni fallisce facendo compiere a Homer un'azione sbagliata. A volte capita che il suo cervello sia completamente frustrato e, grazie agli effetti sonori, dà l'impressione di scappare via. Le conversazioni di Homer con il suo cervello sono state usate molte volte durante la quarta stagione, ma furono successivamente ridotte gradualmente dopo che i produttori ebbero "usato ogni possibile variazione del tema". Questi scambi furono introdotti poiché servivano per riempire il tempo ed era facile occuparsene per gli animatori.
Nell'episodio dell'ottava stagione Il nemico di Homer gli sceneggiatori decisero di esaminare "come sarebbe lavorare al fianco di Homer Simpson". L'episodio esplora cosa potrebbe accadere se un personaggio realistico con una forte etica del lavoro chiamato Frank Grimes si trovasse nello stesso ambiente di lavoro di Homer. Nell'episodio Homer è ritratto come l'uomo comune e rappresenta lo spirito americano, comunque in alcune scene le sue caratteristiche negative e la sua stupidità sono aumentate. Alla fine dell'episodio, Grimes, rappresentato come un lavoratore assiduo, è relegato al ruolo di antagonista, in questo modo lo spettatore si immedesima con Homer e risulta soddisfatto che egli sia emerso come vincitore.

## Riconoscimenti

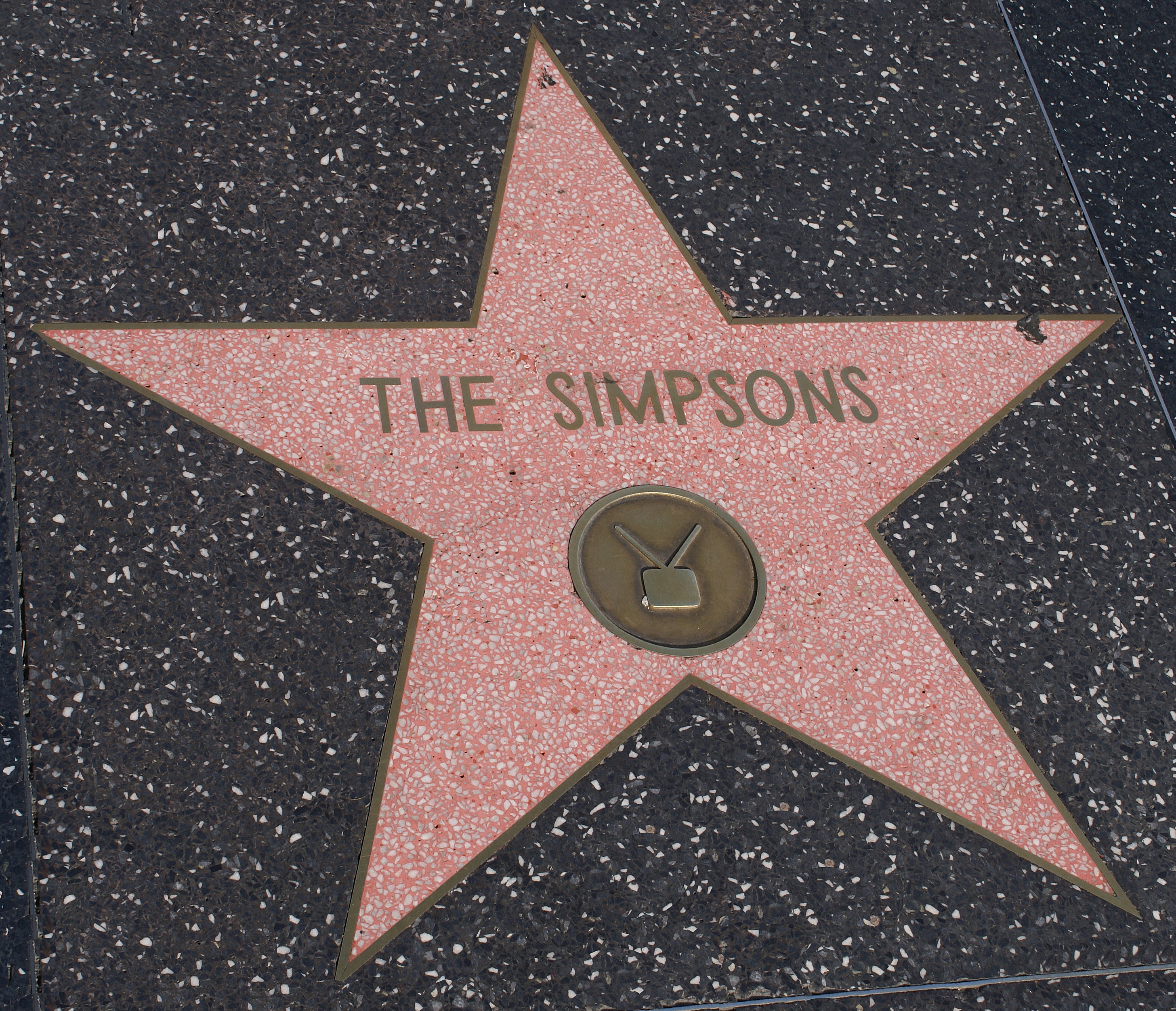
Nel 2000 la famiglia Simpson è stata inserita nella Hollywood Walk of Fame

L'influenza di Homer nella commedia e nella cultura è stata importante. È stato posizionato al secondo posto, dietro a Bugs Bunny, nella classifica dei 50 migliori personaggi animati pubblicata da TV Guide, al quinto posto nella classifica dei 100 migliori personaggi televisivi redatta dal canale televisivo Bravo, risultando uno dei quattro personaggi animati presenti e primo in un sondaggio dei più grandi personaggi televisivi di sempre effettuato da Channel 4. Nel 2007 la rivista Entertainment Weekly pubblicò la lista delle 50 più importanti icone televisive e Homer è stato posizionato al nono posto.
Dan Castellaneta ha vinto molti premi grazie al doppiaggio di Homer, inclusi 4 Emmy Award come miglior doppiatore nel 1992 per l'episodio Il pony di Lisa, nel 1993 per Mr. Spazzaneve, nel 2009 per Papà la sa più corta! e nel 2004 per Oggi sono un clown, anche se nell'ultimo caso è stato premiato per la sua interpretazione di diversi personaggi e non solo per il doppiaggio di Homer. Nel 1993 ricevette anche un Annie Award per il suo lavoro sul personaggio di Homer ne I Simpson. Nel 2004 Dan Castellaneta e Julie Kavner, la voce di Marge, vinsero un Young Artist Award come "mamma e papà più popolari in una serie TV".
Nel 2005 Homer e Marge sono stati nominati per un Teen Choice Awards come "Choice TV Parental Units". Molti episodi in cui Homer ha un ruolo importante hanno ricevuto un Emmy Award come miglior programma d'animazione dell'anno, tra cui Homer contro Lisa e l'ottavo comandamento nel 1991, Il matrimonio di Lisa nel 1995, La fobia di Homer nel 1997, Spazzatura fra i titani nel 1998, HOMR nel 2001, Due nuovi coinquilini per Homer nel 2003 e Se mi ubriachi cancello i Simpson nel 2008. Nel 2000 la famiglia Simpson è stata premiata con una stella nella Hollywood Walk of Fame posizionata a Hollywood Boulevard 7021.

## Accoglienza
Homer Simpson rappresenta l'uomo comune e incorpora diversi stereotipi americani della classe operaia: è rozzo, sovrappeso, incompetente, maldestro e al limite dell'alcolismo. Nel suo libro Planet Simpson l'autore Chris Turner descrive Homer come "il più americano dei Simpson" e afferma che mentre gli altri componenti della famiglia possono cambiare nazionalità, Homer è un "americano puro". Il libro I Simpson e la filosofia include un capitolo che analizza il personaggio di Homer dalla prospettiva delle virtù etiche aristoteliche: Raja Halwani scrive che l'amore per la vita di Homer è un tratto ammirabile del personaggio, "visto che molti propendono a vedere in Homer nient'altro che buffonaggine e immoralità. [...] Non è politicamente corretto, è più che felice di giudicare gli altri e certamente non sembra ossessionato dalla sua salute. Queste sue qualità possono anche non fare di lui una "persona" ammirevole, però in qualche modo lo rendono ammirevole e, cosa più importante, ci fanno apprezzare lui e tutti gli Homer Simpson di questo mondo." Nel 2008 Entertainment Weekly giustificò di aver scelto I Simpson come un classico della televisione poiché "noi tutti ammiriamo il patriarca della famiglia Simpson, Homer, perché la sua gioia è tanto reale quanto la sua stupidità è sbalorditiva."
Nel libro Gilligan Unbound, l'autore Paul Cantor afferma che la devozione di Homer nei confronti della sua famiglia è stata aggiunta alla popolarità del personaggio. Egli scrive che "Homer è la distillazione di pura paternità. [...] Questo spiega perché, nonostante la sua stupidità, la sua mentalità ristretta e il suo egocentrismo, non possiamo odiare Homer. Lui fallisce continuamente nel tentativo di essere un buon padre, ma non smette mai di provarci e in qualche senso è questo che fa di lui un buon padre". Il Sunday Times affermò che "Homer è buono poiché, dopo tutto, è capace di esprimere un grande amore. Quando le cose non vanno bene, fa sempre la cosa giusta per i suoi figli e non è mai un traditore a differenza di altre occasioni".

## Influenza culturale
Homer Simpson è uno dei personaggi televisivi più popolari e più influenti. Nel 2007 il quotidiano USA Today lo ha citato come una delle "25 persone più influenti negli ultimi 25 anni", aggiungendo che Homer "è il classico esempio dell'ironia e dell'irriverenza che è alla base dell'umorismo americano". Robert Thompson, direttore del Centro per gli studi della televisione popolare della Syracuse University crede che "fra tre secoli i professori inglesi considereranno Homer Simpson come una delle più grandi creazioni nella narrazione umana". Lo storico dell'animazione Jerry Beck descrive Homer come uno dei migliori personaggi di animazione, dicendo che "conosci qualcuno come lui o ti identifichi con lui. Questa è la vera chiave per un personaggio classico". Homer è stato descritto nel The Sunday Times come "la più grande creazione comica dei tempi moderni" ed è stato aggiunto che "ogni epoca ha bisogno della sua grande mediocrità senza pretesa. E noi abbiamo la nostra in Homer Simpson".
Homer è stato considerato anche un cattivo esempio per i giovani: nel 2005, in un sondaggio condotto nel Regno Unito, il 59% dei genitori affermava che Homer promuove l'immagine di uno stile di vita non sano. In uno studio di 5 anni condotto in Francia su più di 2.000 persone di età media si notò un possibile legame tra il peso e le funzioni del cervello e le conclusioni di questo studio portarono a soprannominare questa scoperta come la "sindrome di Homer Simpson". I risultati sui test della memoria mostrarono che le persone con un indice di massa corporea (IMC) di 20 (che è considerato come un livello di buona salute) ricordavano in media 9 parole su 16, mentre le persone con un IMC di 30 (cioè all'interno del range dell'obesità) ricordavano in media solo 7 parole su 16.
Malgrado Homer sia la rappresentazione della cultura americana, la sua influenza si è estesa ad altre parti del mondo. Nel 2003 Matt Groening affermò che suo padre, che si chiamava come il personaggio, era canadese e questo fatto rendeva anche Homer un canadese. Il personaggio ottenne in seguito la cittadinanza onoraria di Winnipeg, Canada, poiché si riteneva che Homer Groening venisse dalla provincia di Manitoba, sebbene altre fonti affermino che egli sia nato in realtà in quella di Saskatchewan. Nel 2007 un'immagine di Homer fu dipinta vicino al gigante di Cerne Abbas, nel Dorset per la promozione de I Simpson - Il film. Questo fatto causò uno scandalo nella comunità locale di neopagani che invocarono una "pioggia magica" per eliminare quell'immagine. Nel 2008 una moneta spagnola da un euro modificata è stata trovata nell'incasso di un commerciante di Avilés con la faccia di Homer al posto di quella del re Juan Carlos I; al venditore sono stati offerti 20 euro in cambio di quella moneta. Il 9 aprile 2009 lo United States Postal Service inaugurò una serie di cinque francobolli raffiguranti Homer e gli altri quattro componenti della famiglia Simpson, diventando i primi personaggi di una serie televisiva a ricevere questo riconoscimento mentre lo show è ancora in programmazione. I francobolli, disegnati da Matt Groening, sono stati messi in commercio dal 7 maggio.
Homer è apparso, doppiato sempre da Castellaneta, in molti altri programmi televisivi, tra cui la sesta stagione di American Idol in cui ha aperto il programma, The Tonight Show with Jay Leno in cui si è esibito in uno speciale monologo d'apertura animato per la puntata del 24 luglio 2007 e lo speciale per una raccolta fondi Stand Up to Cancer in cui gli viene effettuata una colonscopia.

### D'oh!
Il tormentone di Homer, ovvero "d'oh!", viene pronunciato tipicamente quando si ferisce o si infortuna, quando capisce che ha fatto qualcosa di stupido o quando gli è accaduto o gli sta per accadere qualcosa di spiacevole, o anche quando gli viene negato o impedito qualcosa. Durante le sessioni di registrazioni dei corti presenti all'interno del The Tracey Ullman Show, era richiesto nel copione che Homer pronunciasse un "grugnito irritato" (traduzione letterale di annoyed grunt). Dan Castellaneta lo interpretò allungando la pronuncia in un "d'ooooooh"; fece così poiché si ispirò da James Finlayson, l'attore scozzese che comparve in 33 film di Stanlio e Ollio, che ha usato questa espressione al posto di "dannazione!". Matt Groening capì che si sarebbe adattato meglio al tempo dell'animazione se fosse stato pronunciato più velocemente, perciò Castellaneta lo accorciò in modo che venisse pronunciato come "d'oh!" Il primo uso di quest'espressione è stato fatto nel cortometraggio The Krusty the Clown Show del 1989 e il suo primo uso nella serie avvenne nel primo episodio della serie, Un Natale da cani.
"D'oh!" è stato aggiunto nel Oxford Dictionary of English nel 1998 ed è stato definito come un'interiezione "usata per commentare un'azione percepita come sciocca o stupida", mentre è stato aggiunto nel Oxford English Dictionary senza l'apostrofo nel 2001 con la definizione di "parola che esprime frustrazione nel momento in cui ci si accorge che un fatto non procede come è stato pianificato o che si è detto o fatto qualcosa di sciocco". Nel 2006 "d'oh!" è stato posizionato al sesto posto nella lista redatta da Tv Land dei 100 migliori tormentoni della televisione. È stato incluso anche nel The Oxford Dictionary of Quotations, dove sono presenti altre citazioni di Homer, come "Kids, you tried your best and you failed miserably. The lesson is never try" (nella versione italiana "Figlioli, avete tentato al meglio e avete miseramente fallito. La lezione è non tentare mai") dall'episodio della quinta stagione L'erede di Burns, nonché "Kids are the best, Apu. You can teach them to hate the things you hate. And they practically raise themselves, what with the Internet and all" (nella versione italiana "I figli sono grandiosi, Apu. Puoi insegnare loro ad odiare le cose che tu odi e praticamente si crescono da soli con Internet") dall'episodio della undicesima stagione Quando niente quando troppo!. Entrambe le citazioni sono entrate nel dizionario nell'agosto del 2007.

### Merchandising
L'inserimento di Homer in molte pubblicazioni, giochi e altri oggetti di merchandising è una prova della sua duratura popolarità. Il libro di Homer, che riguarda la personalità e le qualità di Homer, è stato realizzato nel 2004 ed è attualmente in commercio; è stato dichiarato come "uno dei libri più interessanti del 2004" da The Chattanoogan. Altri oggetti di merchandising rappresentanti Homer sono bambole, poster, figurine, bobblehead, tazze, sveglie, puzzle e oggetti di vestiario come ciabatte, T-shirt, cappelli da baseball, e boxer. Homer è comparso nelle pubblicità di MCI Communications, Burger King, Butterfinger, C.C. Lemon, Church's Chicken, Domino's Pizza, Intel, Kentucky Fried Chicken, Ramada Inn, Subway and T.G.I. Friday's. Nel 2004 Homer è stato l'interprete principale in una pubblicità della serie Non ha prezzo di MasterCard che è andata in onda durante il Super Bowl XXXVIII. Nel 2001 la Kellogg's lanciò una marca di cereali chiamata "Homer's Cinnamon Donut Cereal" (in italiano "Cereali-ciambella alla cannella di Homer"), che è rimasta in commercio per un periodo limitato di tempo.
Homer è apparso in altri media legati a I Simpson, come ad esempio i videogiochi dedicati ai Simpson, tra cui I Simpson - Il videogioco e LEGO Dimensions. Accanto alla serie televisiva, Homer appare regolarmente nei fumetti dei Simpson, che sono stati pubblicati la prima volta il 29 novembre 1993 e che sono pubblicati mensilmente.
Il 16 giugno 2009 il produttore olandese TomTom ha reso disponibile la voce originale di Homer Simpson, registrata da Dan Castellaneta come download per i suoi dispositivi di navigazione satellitare GPS; siccome non è sintetizzata in tempo reale, i nomi delle strade non vengono pronunciati.